# Blankenburg (Thuringe)
Pour les articles homonymes, voir Blankenburg.
Blankenburg est une commune allemande de l'arrondissement d'Unstrut-Hainich, Land de Thuringe.

## Géographie
Blankenburg se situe dans le bassin de Thuringe.
|                | Ebeleben    | Freienbessingen |
|                | Blankenburg | Mittelsömmern   |
| Kirchheilingen |             | Bruchstedt      |

## Histoire
Blankenburg est mentionné pour la première fois en 1143.

## Personnalités liées à la commune
- Birgit Großhennig (née en 1965), athlète

## Source, notes et références
- (de) Cet article est partiellement ou en totalité issu de l’article de Wikipédia en allemand intitulé « Blankenburg (Thüringen) » (voir la liste des auteurs).